# Stepchild adoption
La cosiddetta stepchild adoption (in inglese: adozione del figliastro) è l'adozione del figlio del partner, adozione del configlio, sia esso il coniuge o il compagno unito civilmente.

## Finalità e ambiti di applicazione
L'adozione del figlio del partner viene generalmente utilizzata quando due adulti formano una nuova famiglia e uno di loro, o entrambi, portano un figlio avuto da una precedente relazione. Generalmente queste famiglie (cosiddette famiglie ricostituite) sono la conseguenza di divorzi, separazioni, famiglie mononucleari o della morte di un coniuge, oppure famiglie omogenitoriali dove il figlio nasce all'interno della coppia omosessuale grazie alla inseminazione eterologa o alla maternità surrogata.
L'istituto è finalizzato: da un lato, a consolidare i legami familiari in una famiglia ricostituita; dall'altro, a tutelare l'interesse del minore a veder garantita l'instaurazione di un rapporto giuridico genitoriale con un soggetto al quale non è legato biologicamente, ma determinato ad assumere nei suoi riguardi un ruolo genitoriale e per far inoltre continuare il legame affettivo nei confronti di entrambi i genitori.
     È consentita l'adozione congiunta
     È consentita l'adozione da parte di un secondo genitore
     Nessuna legge che consenta l'adozione da parte di coppie dello stesso sesso
     Legale il matrimonio egualitario, ma stepchild adoption non consentita

Stato legale dell'adozione da parte di coppie dello stesso sesso nel mondo:
È consentita l'adozione congiunta
È consentita l'adozione da parte di un secondo genitore
Nessuna legge che consenta l'adozione da parte di coppie dello stesso sesso
Legale il matrimonio egualitario, ma stepchild adoption non consentita

La stepchild adoption è consentita in Germania in forme simili alla versione italiana; mentre l'adozione piena e legittimante, aperta sia a coppie eterosessuali sia omosessuali, è prevista nel Regno Unito, Francia, Spagna e Grecia. In Italia è istituita dal 1983 per le sole coppie eterosessuali sposate e, dal 2007, anche conviventi.

## Effetti dell'adozione
Per effetto dell'adozione, l'adottante assume nei confronti dell'adottato i tipici doveri del genitore, e in particolare il dovere di provvedere alla assistenza morale e materiale dell'adottato, al pari del genitore biologico.
Il minore, invece, per effetto dell'adozione diviene erede dell'adottante, verso il quale può anche vantare il diritto agli alimenti qualora si ritrovi nel corso della sua vita a essere in stato di bisogno.

## Lastepchild adoptionin Italia
In Italia la stepchild adoption è disciplinata all'articolo 44, comma 1, lettera b), della legge 4 maggio 1983, n. 184 "Diritto del minore ad una famiglia" al Titolo IV "Dell'adozione in casi particolari" e permette l'adozione del figlio del coniuge, purché vi sia il consenso del genitore biologico e a condizione che l'adozione corrisponda all'interesse del figlio.
È previsto anche il consenso del figlio qualora abbia già compiuto i 14 anni. Nel caso sia tra i 12 e i 14 anni d'età il Giudice è tenuto ad ascoltare la sua opinione e tenerne conto.
Il procedimento di adozione non è automatico e si propone avanti il Tribunale per i minorenni che effettua un'indagine sull'idoneità affettiva, la capacità educativa, la situazione personale ed economica, la salute e l'ambiente familiare dell'adottante.
Sino al 2007, era ammessa solo per le persone coniugate: successivamente il Tribunale per i minorenni di Milano prima e quello di Firenze poi, hanno esteso questa facoltà anche ai conviventi eterosessuali, ritenendo in questo caso che fosse interesse del minore che al rapporto affettivo fattuale corrispondesse anche un rapporto giuridico, consistente in diritti ma, soprattutto, doveri.

### L'adozione in casi particolari per le coppie dello stesso sesso
Il testo originale della Legge Cirinnà prevedeva, oltre a una serie di diritti e doveri sostanzialmente simili a quelli previsti per il matrimonio, anche la possibilità di adozione del figlio naturale del partner, poi stralciata in seguito alle numerose polemiche e allo stallo venutosi a verificare.
Il testo approvato non prevede che si applichino alle parti dell'unione civile le disposizioni di cui alla legge 4 maggio 1983, n. 184 in materia di adozioni. Tuttavia la legge Cirinnà prevede espressamente che «resta fermo quanto previsto e consentito in materia di adozione dalle norme vigenti», non impedendo così l'evoluzione giurisprudenziale che consente la possibilità da parte dei tribunali di applicare le norme sull'adozione in casi particolari che dal 2007 è ammessa anche in coppie non legate da vincolo matrimoniale e quindi anche a coppie omosessuali.
Il primo riconoscimento di fatto di una adozione omosessuale avvenne nel 2014, quando il Tribunale dei Minori di Roma, permise a una donna di adottare la figlia naturale della compagna. Le donne si erano sposate in Spagna e sempre all'estero erano ricorse alla procreazione eterologa assistita per avere un figlio. Il tribunale si è basato sull'articolo 44 della legge sull'adozione del 4 maggio 1983, che la contempla in alcuni casi anche per le coppie non sposate. In particolare, «nel superiore e preminente interesse del minore a mantenere anche formalmente con l'adulto, in questo caso genitore sociale, quel rapporto affettivo e di convivenza già positivamente consolidatosi nel tempo». La corte non ha quindi creato un nuovo diritto ma ha offerto copertura giuridica a una situazione già esistente, nell'interesse del minore.
Poche settimane dopo l'entrata in vigore della legge Cirinnà, la prima sezione civile della Corte di Cassazione ha respinto il ricorso del procuratore generale e ha confermato la sentenza della Corte d'Appello di Roma, con la quale era stata già confermata la sopra menzionata domanda di adozione al Tribunale dei Minori di Roma della minore proposta dalla partner della madre, con lei convivente in modo stabile.
Con la sentenza 12962/16, pubblicata 22 giugno 2016, i giudici della Suprema Corte hanno definitivamente confermato questa adozione, affermando che «non determina in astratto un conflitto di interessi tra il genitore biologico e il minore adottando, ma richiede che l'eventuale conflitto sia accertato in concreto dal giudice». Secondo la Cassazione, inoltre, questa adozione «prescinde da un preesistente stato di abbandono del minore e può essere ammessa sempreché, alla luce di una rigorosa indagine di fatto svolta dal giudice, realizzi effettivamente il preminente interesse del minore».
In precedenza, nel 2011 la Corte di Cassazione aveva confermato l'affidamento di un bambino alla madre che viveva con la sua compagna, stabilendo nella sentenza che è un «mero pregiudizio» sostenere che sia dannoso per i bambini crescere in una famiglia omosessuale.

### Situazione sociale e dibattito politico
In Italia, gli omosessuali con almeno un figlio erano stimati essere nel 2005 circa 100.000. La stima era dovuta al fatto che, secondo la ricerca condotta da Arcigay con il patrocinio dell'Istituto Superiore di Sanità, il 17,7% dei gay e il 20,5% delle lesbiche con più di 40 anni hanno almeno un figlio.
Nel censimento Istat del 2011 ci sono state 529 coppie che hanno dichiarato di essere omosessuali e con figli . L'Istat però sottolinea che “i dati relativi alle coppie dello stesso sesso sono sottostimati e si riferiscono solamente alle coppie dello stesso sesso che si sono dichiarate: molte persone in questa situazione hanno preferito non dichiararsi nonostante le raccomandazioni”.
L'adozione del figlio del partner nasce dalla necessità di proteggere i bambini che crescono con coppie dello stesso sesso dalla mancanza di una legge nazionale che riconosca la genitorialità legale di entrambe le persone. Questi bambini, infatti, sempre più spesso nati all'estero grazie alla procreazione assistita eterologa, in Italia risultano figli solo del genitore naturale, e in caso di problemi del genitore biologico l'altro non ha alcun diritto né dovere nei suoi confronti. In caso di decesso del genitore biologico, pur avendo una famiglia, lo stato renderebbe questi bambini orfani, col rischio che finiscano, se minorenni, anche in orfanotrofi.
In Italia ad inizio 2016 più di 530 giuristi tra magistrati, giudici e avvocati hanno firmato un appello indetto dal portale giuridico Articolo29, dal nome Unioni gay: i bambini innanzitutto, per includere l'adozione in casi particolari nella legge sulle unioni civili, poi approvata come Legge Cirinnà. L'adozione in casi particolari, scrivono i giuristi, appare «diretta a dare veste giuridica ad una situazione familiare già esistente di fatto, rappresenta la garanzia minima per i bambini che vivono oggi con genitori dello stesso sesso».
Mentre le critiche più dure sia all'inserimento di questa norma sia al regolamento delle unioni civili sono arrivate da alcuni movimenti conservatori come Pro-vita, La Manif pour Tous e le Sentinelle in Piedi, che insieme con esponenti politici tra cui Carlo Giovanardi e Lucio Malan hanno dichiarato che questa norma se approvata potrebbe portare a una compravendita di bambini dagli Stati che lo permettono, tramite la pratica della gestazione per altri, che però è e rimarrebbe vietata in Italia.

### Adozione internazionale
Il 21 marzo 2025 la Consulta ha dichiarato illegittima la norma che vietava ai "single" l'adozione di minori stranieri.